# Onano
Onano is een gemeente in de Italiaanse provincie Viterbo (regio Latium) en telt ±1000 inwoners (31-12-2013). De oppervlakte bedraagt 24,6 km², de bevolkingsdichtheid is 41 inwoners per km².

## Demografie
Het aantal inwoners van Onano daalde in de periode 1991-2013 met 21,8% volgens ISTAT.
| Jaar | Inwoneraantal |
| ---- | ------------- |
| 1991 | 1278          |
| 2001 | 1169          |
| 2004 | 1096          |
| 2013 | 1000          |

## Geografie
De gemeente ligt op ongeveer 510 m boven zeeniveau.
Onano grenst aan de volgende gemeenten: Acquapendente, Gradoli, Grotte di Castro, Latera en Sorano (GR).

## Geboren in Onano
- Marcantonio Pacelli (1804-1902), advocaat en adviseur van het Vaticaan; grootvader van Paus Pius XII

## Galerij

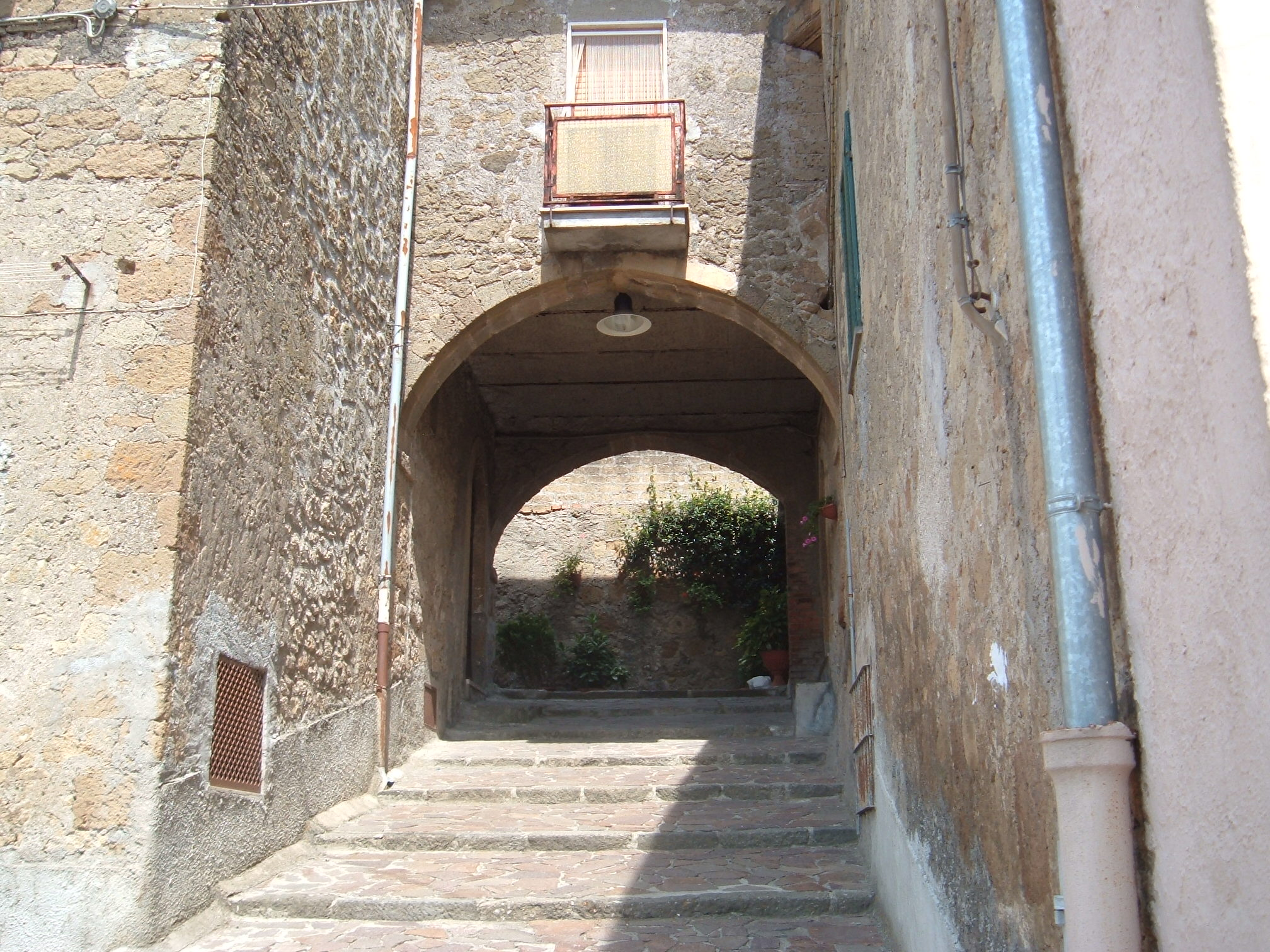
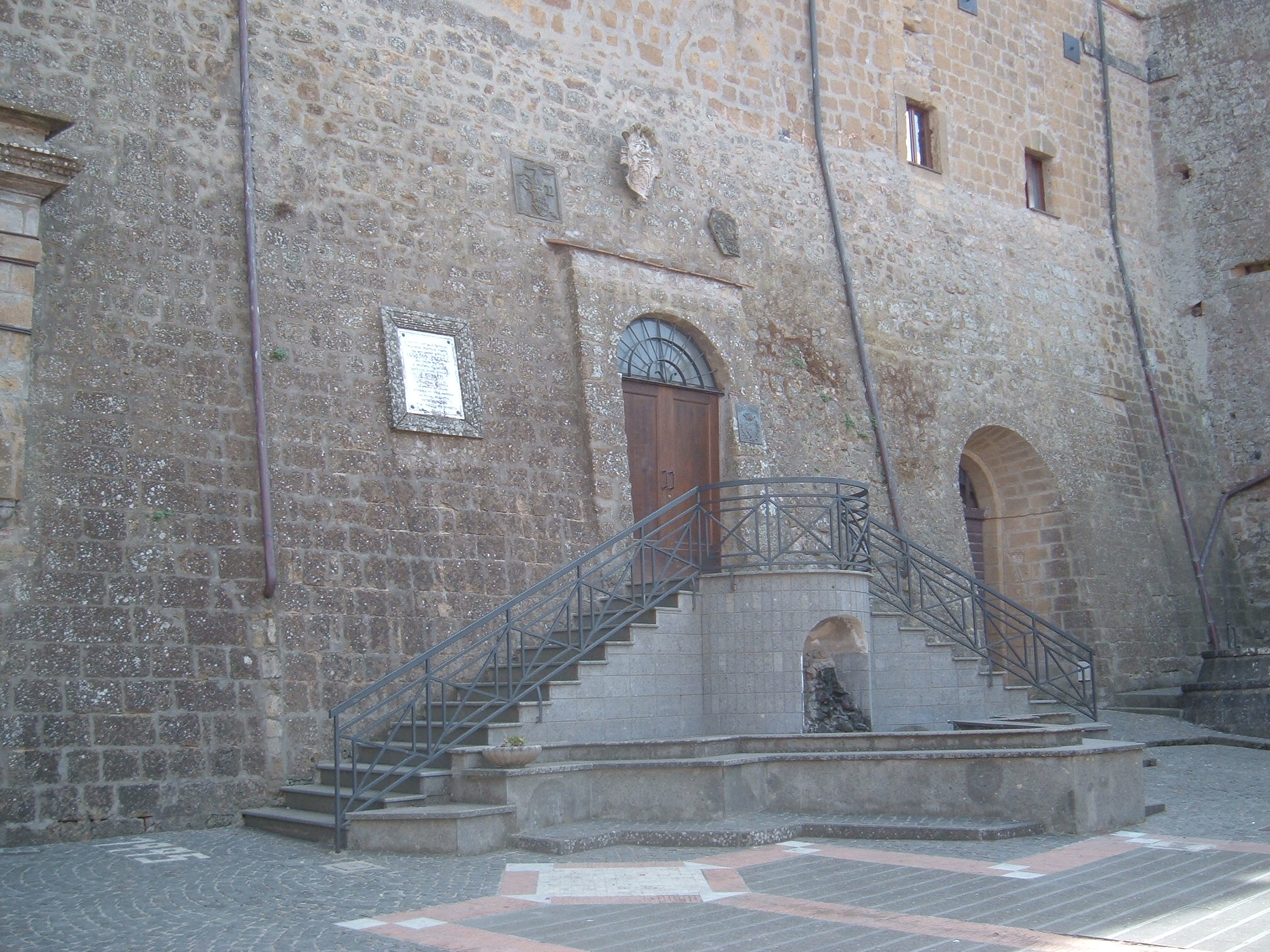
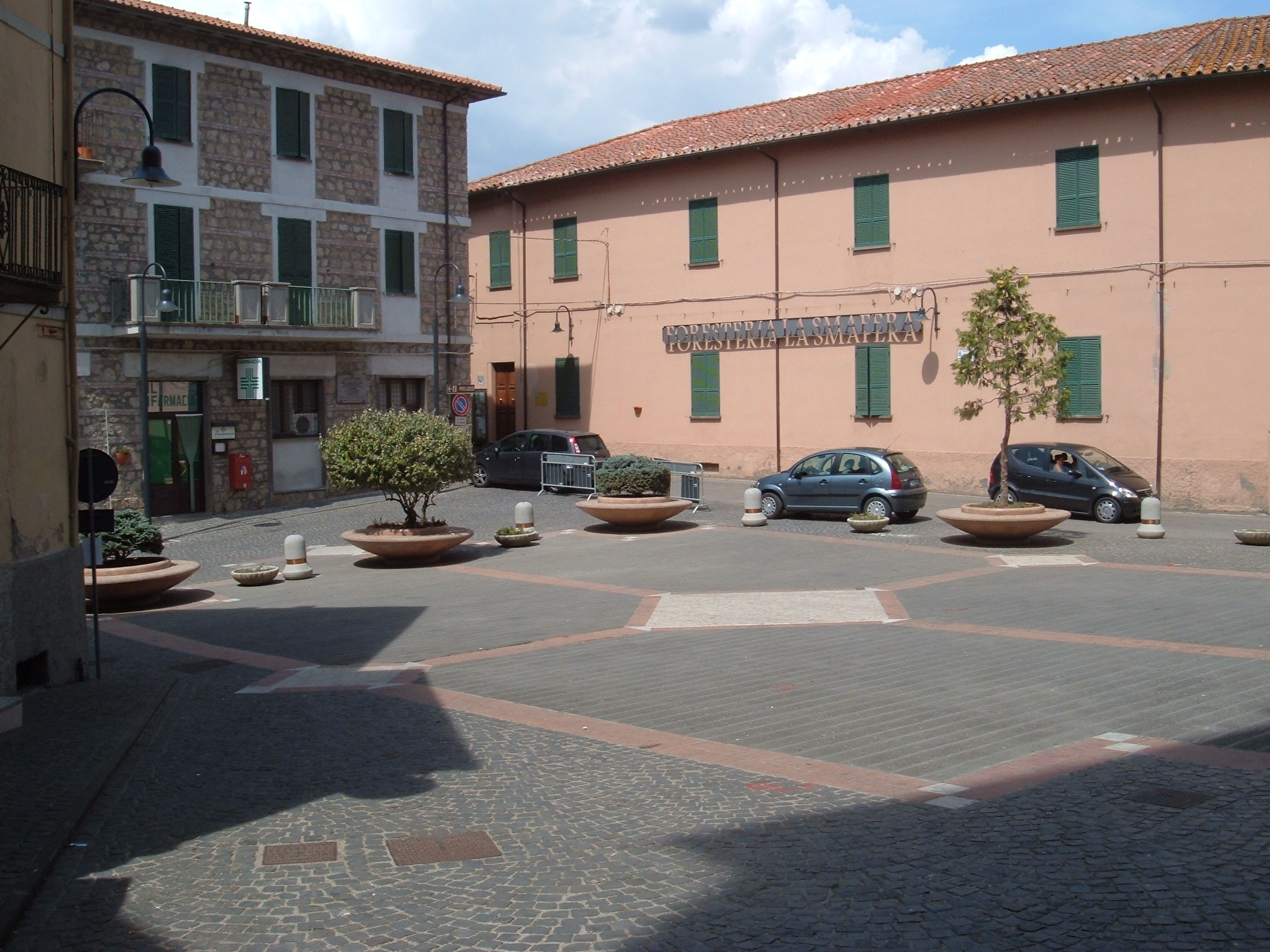
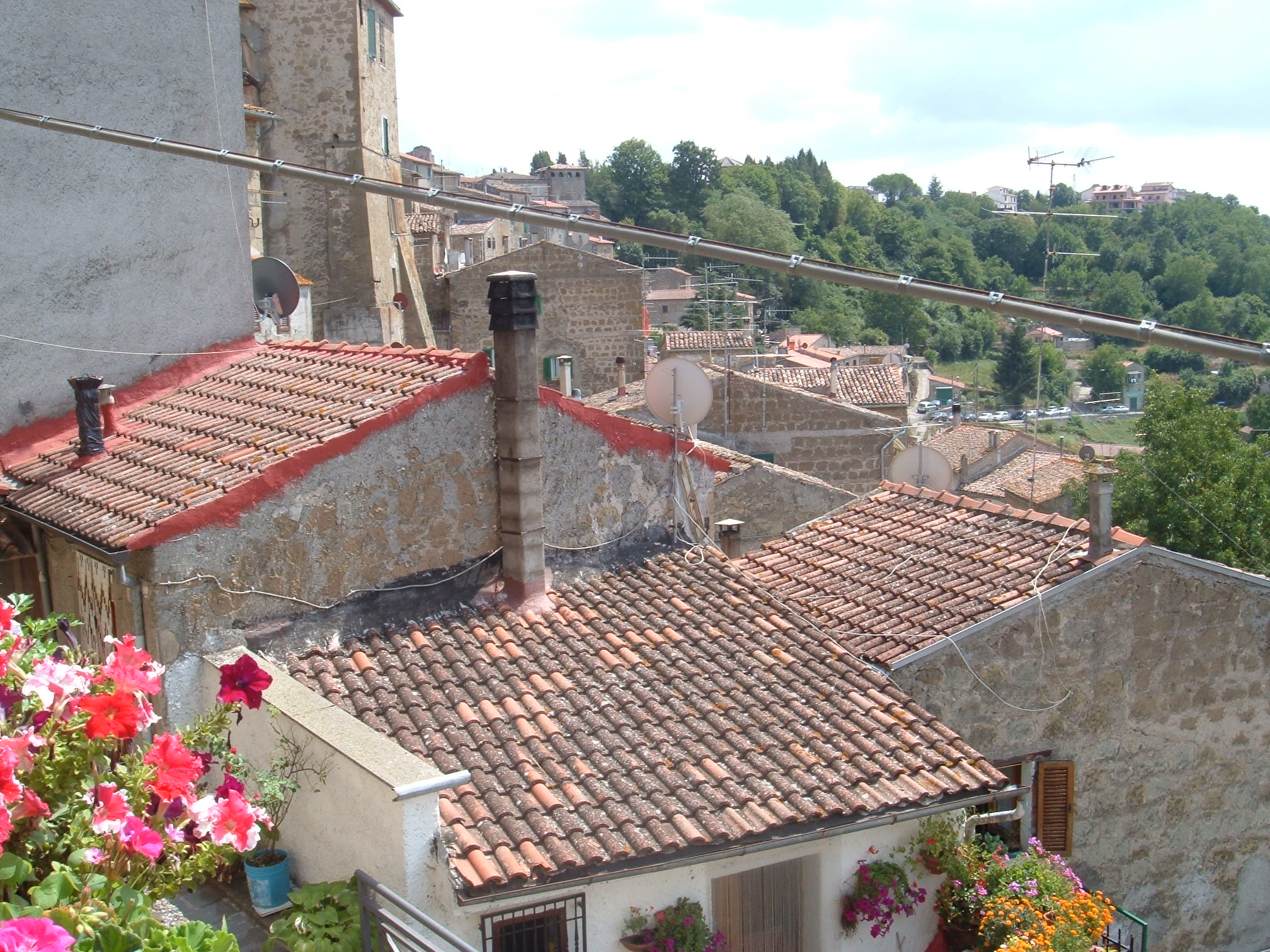

Acquapendente · Arlena di Castro · Bagnoregio · Barbarano Romano · Bassano Romano · Bassano in Teverina · Blera · Bolsena · Bomarzo · Calcata · Canepina · Canino · Capodimonte · Capranica · Caprarola · Carbognano · Castel Sant'Elia · Castiglione in Teverina · Celleno · Cellere · Civita Castellana · Civitella d'Agliano · Corchiano · Fabrica di Roma · Faleria · Farnese · Gallese · Gradoli · Graffignano · Grotte di Castro · Ischia di Castro · Latera · Lubriano · Marta · Montalto di Castro · Monte Romano · Montefiascone · Monterosi · Nepi · Onano · Oriolo Romano · Orte · Piansano · Proceno · Ronciglione · San Lorenzo Nuovo · Soriano nel Cimino · Sutri · Tarquinia · Tessennano · Tuscania · Valentano · Vallerano · Vasanello · Vejano · Vetralla · Vignanello · Villa San Giovanni in Tuscia · Viterbo · Vitorchiano
1. ↑  https://demo.istat.it/?l=it.